# 友沢ミミヨ
友沢 ミミヨ（ともざわ みみよ、本名：友沢実千代（ともざわ みちよ） 1966年-）は日本の漫画家、イラストレーター。香川県出身。

## 来歴・人物
明治大学在学中に以前より交流のあった内田春菊のアシスタントを務め、ほどなくして楽器店の広告カットにてイラストレーターとしてデビュー。
1990年頃から92年まで、福間未紗らとともにフォーク・ユニットRISU（リス）として活動。1992年、ガロ（青林堂）にて漫画家としてデビュー。1999年から2004年までフランスに在住。ジム・オルークのアルバム『ユリイカ』（1999年）、『インシグニフィカンス』（2001年）のジャケットイラストを担当、2001年、ポンピドゥー・センターより絵本「viens chez moi!!!」を出版。2005年には、ニューヨークのDINTER FINE ARTにてグループ展を開いた。
フランス人ミュージシャンと結婚、一児の母である。娘は芸術家・モデルで2016年から2019年までアイドルグループ・あヴぁんだんどのメンバーでもあった友沢こたお（小鳥こたお）。こたおは『まめおやじ』（「TV Bros.」連載）のモデルであり、2019年、こたおとアートユニット「とろろ園」を結成。

## 作品リスト
- いもほり（1995年10月、青林堂）
- せしぼん!―ミミヨの「お答え」（2000年11月、宝島社）
- またたび浴びたタマ（2000年8月、文藝春秋）- 村上春樹著、友沢ミミヨ画
- きのこ旅行―Bon voyage!（2001年1月、青林工藝舎）
- viens chez moi!!!（2001年、ポンピドゥー・センター）
- まめおやじ-原子式教育入門（2005年6月、パロル舎）
- さばくのおうさま（2006年2月）- みやたけいじとの共著
- まめおやこ（2008年5月、長崎出版）